# Praça de Touros Monumental de Pamplona

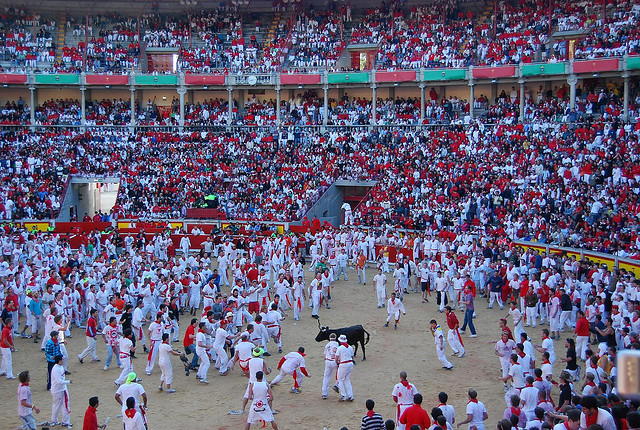
O final de um encierro na arena

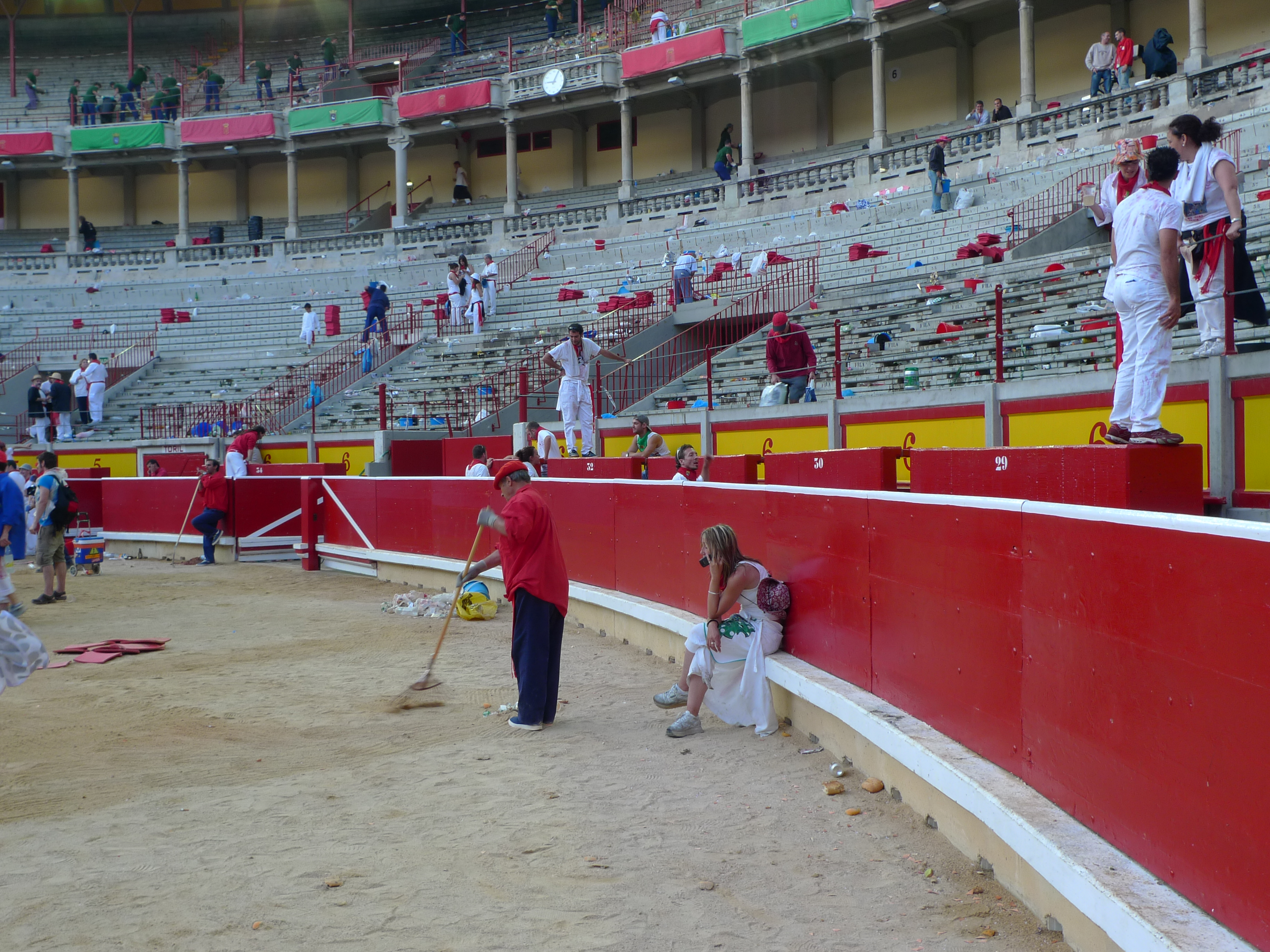
Limpeza da praça após uma tourada

A Praça de Touros Monumental de Pamplona situa-se no Segundo Ensanche de Pamplona, Navarra, Espanha. É a maior praça de touros de Navarra e a terceira maior do mundo em número de espectadores (19 721).
A Praça é mundialmente conhecida pelos encierros e pelas corridas de touros das Sanfermines (Festas de São Firmino), que decorrem todos os anos diariamente entre 7 e 14 de julho. Por vezes é usada para concertos e outros espetáculos.

## História
A primeira praça de touros permanente de Pamplona foi inaugurada em 1844 onde hoje é o troço inicial da Avenida Carlos III, junto às Cortes de Navarra. Antes disso as touradas eram realizadas na Praça do Castelo. Essa primeira praça só durou cinco anos, tendo sido demolida em 1849 devido à debilidade da sua estrutura, voltando a ser utilizadas praças provisórias até que uma nova praça foi estreada nos Sanfermines de 1952.[carece de fontes?]
A decisão e construir uma nova praça coincidiu com o projeto do Segundo Ensanche[a], tendo sido acordado em 1920 entre o Ayuntamiento (câmara municipal) e a Casa de Misericórdia de Pamplona que a construção e propriedade da nova praça ficaria a cargo da última instituição, uma situação que se mantém até aos dias de hoje.
A praça atual foi inaugurada em 7 de julho de 1922. O projeto foi da autoria do arquiteto Francisco Urcola, de San Sebastián. Foram utilizados os mais modernos materiais na construção, como betão armado, mas as formas são clássicas. O corpo principal forma uma espécie de arco do triunfo, com a galeria superior de inspiração plateresca, enquanto que a ordem jónica de grandes dimensões presente no corpo principal e dórica em volta da arena remetem para o Renascimento.
A praça sofreu grandes reformas em 1966 e 1967, sob a liderança do arquiteto Rafael Moneo e a colaboração do engenheiro Carlos Fernández Casado. Foi então ampliada a estrutura de betão existente, pondo-a à vista, e a lotação foi aumentada para 19 529. No início dos anos 1980 o telhado original foi substituído por chapas metálicas pintadas de verde, cuja cor é considerada por muitos como tendo sido muito mal escolhida devido a ser muito chamativa.[carece de fontes?]
Em 2004 e 2005 foram levadas a cabo obras para conformar a praça com as novas normas de segurança, tendo sido reduzido o número de lugares.[carece de fontes?][b] Durante essas obras foram encontradas no local restos do desaparecido Revellín de la Tejería das muralhas, restos do século XVI de uma ponte, de uma fonte e de um canal que abasteceram o burgo de Navarrería até 1852.[carece de fontes?]
Por cima da entrada principal conserva-se um escudo republicano de Pamplona coroado com uma muralha, o qual se manteve oculto por ramos das árvores durante a época franquista.